# 대한예수교장로회(고려개혁)
대한예수교장로회(고려개혁)(大韓예수敎長老會(高麗改革))는 고려파 교단으로 대한예수교장로회(고신)으로부터 분리했다.
1990년 제21회 고신 서울노회와 고신 제41회,제42회 총회가 불법으로 이혼한 목사의 소송사건을 정치성을 앞세워 총회재판부가 아닌 행정부로 보내어 묵살하자, 서울노회 다수의 목사와 고신교단내 여러 교회가 이탈하여 1992년 12월 10일 고려개혁측(대한예수교장로회 고려개혁) 총회를 설립하였다.
여성에게 목사 안수를 하지 않는 국내외적으로 몇 안되는 교단이다. 교육기관으로 고려개혁신학연구원(구 서울고려신학교)가 있다.

## 같이 보기
- 고려개혁신학연구원